# Stația Vostok

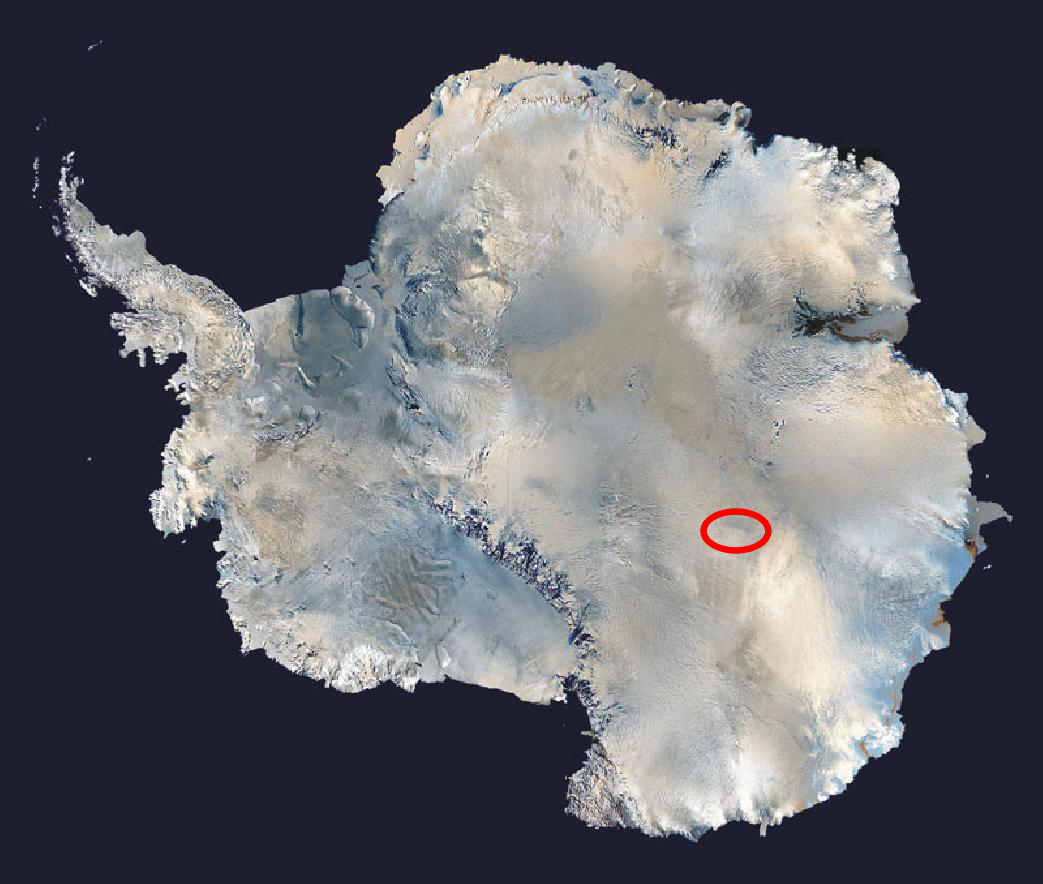
Lacul Vostok, imagine configurată de (NASA)

Stația Vostok (în limba rusă: Станция Восток) este o stație rusă (fostă sovietică) de cercetare antarctică. Este Polul sud al frigului, cu cea mai scăzută temperatură măsurată pe Pământ de –89.2 °C. Cercetarea include foratul gheții și magnetometria. Vostok (în limba rusă înseamnă "Est") este numită după nava lui "Fabian von Bellingshausen", un pionier al Antarctidei.

## Descriere

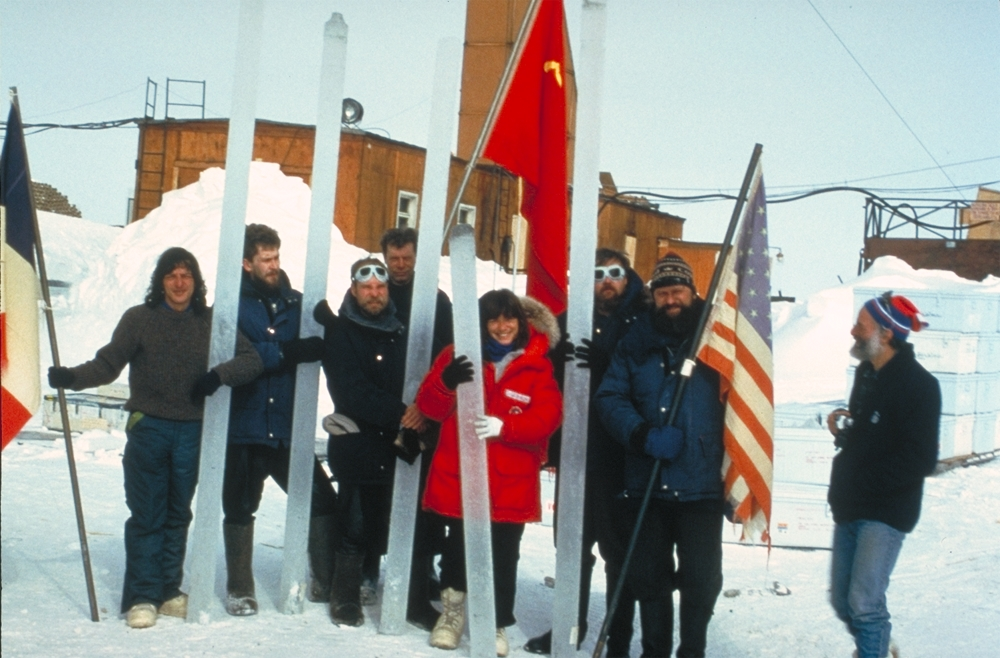
Bucăţi de gheaţă forată

Stațiunea de Cercetare Vostok este situată la aproximativ 1.300 km de Polul Sud geografic, în centrul calotei de gheață "Antarctida de Est" și în cadrul Zonei Antarctice Australiene. Ca parte semnatară a Tratatului Antarcticii, Australia nu își exercită suveranitatea asupra teritoriului.
Vostok este situată în apropiere de Polul Sud al Inaccesibilității și de Sud Polul geomagnetic, făcând-o unul din locurile optime pentru a observa schimbările în sfera magnetică a Pământului. Alte studii includ actinometria, geofizica, medicina și climatologia.
Stația este la 3488 de metri deasupra nivelului mării și este cea mai izolată stație de cercetare cu sediul pe continentul antarctic. Stația este alimentată de la Stația Mirny de pe coasta Antarctidei. Stație conține vara de obicei 25 oameni de știință și ingineri. În timpul iernii, numărul lor scade la 13.

## Istoria
Stația Vostok a fost stabilită la 16 decembrie 1957 (în timpul Anului Internațional geofizic) și a fost operată pe tot parcursul anului pentru mai mult de 37 de ani. Stația a fost închisă temporar din februarie până în noiembrie 1994.
În 1996, oamenii de știință ruși și britanici de la stație au descoperit Lacul Vostok, cel mai mare lac cunoscut subglacial din lume, acesta se află sub Stația Vostok. Lacul Vostok se află la circa 4.000 de metri sub suprafața calotei centrale de gheață din Antarctida și acoperă o suprafață de 14000 km ².

### Monumente istorice
Vostok Station Tractor:Tractorul greu АТТ 11, care a participat la prima traversare a Polului Geomagnetic de Sud, împreună cu o placă comemorativă, pentru deschiderea stației în 1957, a fost desemnat un loc sau monument istoric (HSM 11) în urma unei propuneri a Rusiei către Reuniunea consultativă a Tratatului de la Antarctica.
Complexul de foraj al profesorului Cudriașov: Clădirea complexului de foraj se află aproape de stația Vostok la o altitudine de 3488 m. A fost construită în sezonul de vară din 1983-1984. Sub conducerea profesorului Boris Cudriașov, s-au obținut probe antice de gheață. Clădirea a fost desemnată un loc sau un monument istoric (HSM 88), în urma unei propuneri a Rusiei la reuniunea consultativă a Tratatului de la Antarctica.

## Clima

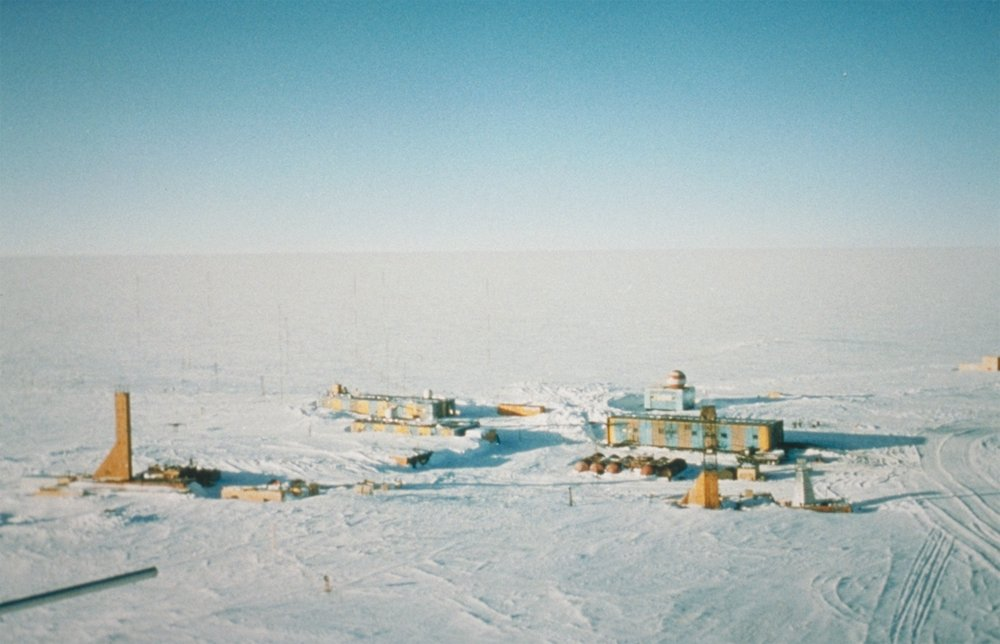
Vedere panoramică a Staţiei Vostok

Vostok este Polul Sud al frigului. În timpul iernii, sunt temperaturi medii de aproximativ –65 °C iar vara de aproximativ –30 °C.
Cea mai scăzută temperatură măsurată în mod fiabil pe Pământ de –89,2 °C a fost în Vostok, la 21 iulie 1983.
Deși neconfirmat, s-a raportat că la Vostok temperatura a ajuns la –91 °C în timpul iernii din 1997.
Cea mai ridicată temperatură înregistrată la Vostok este  de –12.2 °C, care a avut loc la 11 ianuarie 2002.
Cea mai rece lună a fost august 1987, cu o temperatură medie de –75.4 °C și cea mai caldă lună a fost decembrie 1989 cu o medie de –28.0 °.
În plus față de temperaturile extrem de reci, alți factori fac din Vostok unul din locurile cele mai dificile de pe Pământ pentru locuirea umană:
- O lipsă aproape completă a umidității din aer.
- O medie a vântului de 5 m/s (18 km/h), uneori atingând 27 m/s (97 km/h).
- O lipsă acută de oxigen din cauza altitudinii ridicate la 3488 m.
- O mai mare ionizare a aerului.
- O noapte polară care durează aproximativ 130 de zile, de la jumătatea lunii aprilie până la sfârșitul lunii august,[13] inclusiv 80 de zile de noapte civilă polară (o perioadă de întuneric total, în care Soarele stă continuu mai mult de 6 grade sub orizont.).

Aclimatizarea la astfel de condiții poate dura de la o săptămână la două luni și este însoțită de dureri de cap, spasme ale ochilor, dureri de urechi, sângerări nazale, senzație de sufocare, creșterea bruscă a tensiunii arteriale, pierderea de somn, reducerea poftei de mâncare, vărsături, dureri articulare și musculare, artrită, și pierderea din greutate de 3–5 kg (uneori 12 kg).

## Bucățile de gheață forată

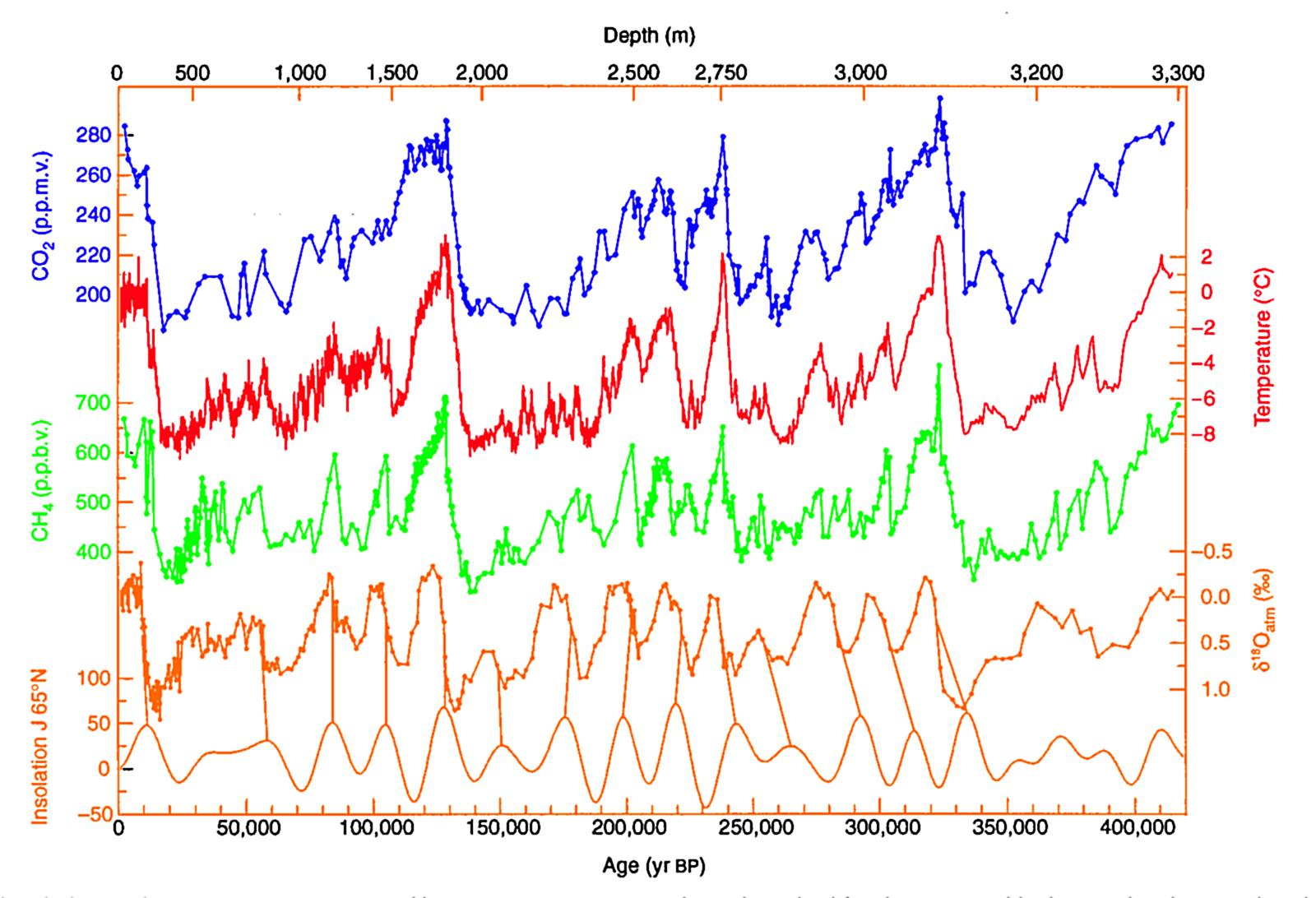
420000 ani de date de bază aflate din gheaţa de la Vostok. Perioada actuală este la stânga.

În anii 1970 Uniunea Sovietică forat un set de miezuri de gheață de la 500–952 m adâncime. Acestea au fost folosite pentru a studia compoziția izotopului de oxigen din gheață, care a arătat că gheața ultimei ere glaciare a fost prezentă mai jos de 400 m adâncime. Apoi, trei găuri au fost forate: în 1984, "Gaura 3G" a ajuns la o adâncime finală de 2202 m, în 1990, "Gaura 4G" a ajuns la o adâncime finală de 2546 m, și în 1993 "Gaura 5G" a ajuns la o adâncime de 2755 m, după o scurtă închidere, foratul a continuat în timpul iernii din 1995. În 1996 a fost oprit la o adâncime de 3623 m, prin cererea Comitetului Științific pentru Cercetări Antarctice, care și-a exprimat îngrijorarea cu privire la posibila contaminare a lacului Vostok. Acest nucleu de gheață, forat în colaborare cu francezii, a furnizat date care au arătat condițiile de mediu din trecut, aceste date se întind înapoi cu 420000 ani și care acoperă patru perioade anterioare glaciare. Pentru o lungă perioadă de timp a fost singura bază de date care acoperea mai multe cicluri glaciare, dar în 2004 a fost depășită de către miezul EPICA, care, deși puțin adânc, acoperă un interval mai lung de timp. În 2003 foratul a fost permis să continue, dar a fost oprit la distanța estimată de lac de numai 130 m.
Deși foratul de la Vostok a ajuns la o adâncime de 3623 m informații utilizabile climatice nu se extind în jos foarte mult. Partea de jos este gheață recongelată din apele lacului Vostok și nu conține informații climatice. Sursele obișnuite de date oferă informații până la o adâncime de 3310 m sau 414000 ani. Sub aceasta există dovezi de deformare a gheții. S-a sugerat că înregistrarea de la Vostok poate fi extinsă până la 3345 m sau 436000 ani, pentru a include mai mult din interesanta perioadă MIS11, răsturnând o secțiune de înregistrare.